# Natpolje
Natpolje (szerbül: Натпоље) szerb falu Bosznia-Hercegovinában, Bosanska krajina területén, a Szerb Köztársaságban, Šipovo községben. 

## Fekvése
Bosznia-Hercegovina közép-nyugati részén, Banja Lukától légvonalban 60, közúton 91 km-re délre, községközpontjától légvonalban 11 km-re, közúton 17 km-re délkeletre, a Ravna Gora területén, a Grbavičko polje keleti szélén, 1000 méteres magasságban fekszik, de egyes részei 1300 méteres magasságig is felnyúlnak.

## Népessége
| Nemzetiségi csoport | Népesség 1991 | Népesség 2013 |
| ------------------- | ------------- | ------------- |
| Szerb               | 139           | 55            |
| Bosnyák             | 0             | 0             |
| Horvát              | 0             | 0             |
| Jugoszláv           | 0             | 0             |
| Egyéb               | 0             | 0             |
| Összesen            | 139           | 55            |

## Története
A térséget 1518 körül foglalta el a török és 1878-ig tartozott az Oszmán Birodalomhoz, majd az Osztrák-Magyar Monarchia része lett. A monarchia szétesésével 1918-ben előbb a Szerb-Horvát-Szlovén Királyság, majd 1929-től a Jugoszláv Királyság része. Jugoszlávia megszállása után a falu a Független Horvát Állam (NDH) része lett. 1945-től a település a szocialista Jugoszlávia része volt. A településen az 1991-es népszámlálás adatai szerint 139-en éltek. A Bosznia-Hercegovinában zajló polgárháború idején a Visoko Krajina többi településéhez hasonlóan a Boszniai Szerb Köztársaság része volt. A területén 1995 szeptemberéig nem volt háborús hadművelet, ekkor azonban a település területét a Horvát Köztársaság fegyveres ereje megszállta. A horvát csapatok elől a lakosság elmenekült. A daytoni békeszerződés aláírása után a település a Szerb Köztársasághoz, azon belül Šipovo községhez került.

## Nevezetességei
- Natpoljéban van egy katonai temető, ahol a Szerb Köztársaság Hadserege (VRS) első, šipovói könnyűgyalogdandárjának 62 elesett harcosa van eltemetve.[4]